# Dán Néppárt
A Dán Néppárt (dánul: Dansk Folkeparti) egy szociálkonzervatív – nacionalista politikai párt Dániában.
Az Európai Parlamentben az Unió a Nemzetek Európájáért képviselőcsoport sorait erősítette a 2009-2014-es ciklusig, ugyanis a párt 2014-ben már az Európai Konzervatívok és Reformisták frakciójába került. A 2005-ös parlamenti választásokon 13,3%-ot kapott, így a Folketing 179 képviselői helyéből 24-et szerzett meg. Az Anders Fogh Rasmussen vezette kormány tevékenységét kívülről támogatja.

## Történelme

### Első évek
A párt 1995. október 6.-án alakult meg miután Pia Kjærsgaard és Kristian Thulesen Dahl kiléptek a Dán Progresszív Pártból. Az új párt elnöke 1996-ban Pia Kjærsgaard lett. A Dán Néppárt volt az első olyan párt egy skandináv országban, amely a francia Új Jobboldal gondolatiskola szellemisége nyomán alakult meg és az észak-európai szélsőjobboldali mozgalmak hagyományaként. A párthoz köthető mozgalom volt a lutheránus Tidehverv (Idők fordulata) és a hozzá kapcsolódó újság emellett a szélsőjobboldali értelmiségieket tömörítő Den Danske Forening (Dán Szervezet) és a Progresszív Párt konzervatív szárnya.
A párt első megmérettetésére az 1997-es dániai helyhatósági választáson került sor, ahol a párt a Dán Szociáldemokrata Párt néhány fellegvárában aratott győzelmet. A megyei közgyűlésekben és a helyi önkormányzatokban az ötödik legerősebb párt lett. Az 1998-as dániai parlamenti választáson a párt 7,4%-kal 13 mandátumot szerzett és az ötödik legerősebb párt lett a Folketingben. A választás nagy vesztese a Konzervatív Néppárt és a Progresszív Párt voltak.

### 2001-2011: Konzervatív-liberális koalíció
A párt a 2001-es dániai parlamenti választáson a harmadik legerősebb párt lett. A választási kampány alatt Anders Fogh Rasmussen miniszterelnök-jelöltségét támogatták, aki megnyerte a választást. A DN tagja lett a Rasmussen vezette liberális Venstre és a jobbközép Konzervatív Néppárt koalíciójának. A párt javaslatára radikálisan szigorítottak a bevándorlási politikán, amivel Európa legszigorúbb bevándorlási törvényét hozta meg a kormány.

## Ideológia

### Bevándorlás
A párt elutasítja a multikulturális társadalmat és Dánia többnemzetiségűvé válását. Pia Kjærsgaard egykori pártelnök kifejtette, hogy nem akarja hogy Dánia multikulturális és többnemzetiségű legyen. Szerinte a multikulturalizmus nemzeti katasztrófát jelentene az országnak. A párt drasztikusan csökkentené a nem nyugat-európai országokból érkező bevándorlást, ellenzi az iszlamizálódást és a bevándorlók kulturális asszimilálást támogatják.

### Belpolitika
A párt szigorúbb büntetést sürget a szexuális bűncselekmények, gondatlan járművezetés és az állatkínzás vonatkozásában. Támogatják, hogy Dánia államformája továbbra is parlamentáris monarchia legyen illetve a jelenleg hatályos alkotmányt is. Változtatni akar a Dán Büntető Törvénykönyvön. Eltöröltették a gyűlöletbeszéd és az istenkáromlás büntetését.

### Külpolitika
A párt fontosnak tartja Dánia szuverenitását az Európai Unióval szemben, ellenzik Törökország csatlakozását és kitart a dán korona fizetőeszköz megtartása mellett. A párt követeli, hogy nemzetközi szinten ismerjék el Tajvan függetlenségét. Tajvan és Kína közti vitákban a párt Tajvan mellett szokott kiállni. 2007-ben a párt elutasította Koszovó függetlenségét és Szerbia álláspontja mellett állt ki.

### Vitatott ügyek
Miután az ő javaslatukra a kormány szigorított a bevándorlási politikán, több kritikát is kapott a párt. A szociáldemokraták vezette svéd kormánytól, Az ENSZ Menekültügyi Főbiztosától, az Európa Tanács emberi jogi biztosától. A svéd kormány kritikájára Pia Kjærsgaard azt válaszolta, hogy "ha ők Stockholmot, Göteborgot vagy Malmöt Skandináv Bejrúttá akarják változtatni beleértve a klán háborúkkal, becsületgyilkosságokkal, csoportos nemi erőszakokkal, akkor hagyják csak, hogy ezt tegyék. Mi bármikor le tudjuk zárni az Øresund hídat.""